# Luigi Rostagno di Villaretto
Louis Rostain, barone di Villaretto o barone del Villaret (Robella, 23 luglio 1779 – Torino, 23 luglio 1847), è stato un nobile italiano, sindaco di Torino nel 1839.

## Biografia
Figlio di Carlo Giambattista (1736-1806) e di Vittoria Marianna Radicati di Robella (1758-1831), sposò Teresa Brachieri (1779-1858). Dal matrimonio nacque Carola, che sposò Luigi Ripa di Meana. Non ci furono invece figli maschi, pertanto la famiglia si estinse.
Luigi Rostagno diventò decurione di Torino di seconda classe nel 1824 e sindaco, sempre di seconda classe, nel 1839, con Carlo Ferdinando Galli della Loggia.
Fu accademico d'onore dell'Accademia di Belle Arti.